# Sunday Horse – Ein Bund fürs Leben
Sunday Horse – Ein Bund fürs Leben (Originaltitel: A Sunday Horse) ist ein US-amerikanischer Familienfilm aus dem Jahr 2016, der auf dem Leben der Springreiterin Debi Connor (gebürtige Debi Walden) basiert. Regie führte Vic Armstrong, das Drehbuch schrieben Fred T. Kuehnert und Susan Rhinehart. Die Hauptrolle wird von Nikki Reed gespielt. In Deutschland wurde der Film am 19. August 2016 direkt auf DVD und Blu-ray veröffentlicht.

## Handlung
Debi Walden ist bereits seit frühester Jugend eine begeisterte Reiterin, ihre Teilnahme an Springturnieren musste sie aus finanziellen Gründen jedoch aufgeben. Als der Reitlehrer Jonathan Debis Talent entdeckt, bietet er an sie zu fördern, wenn sie sich ein passendes Pferd besorgt. Auf einer Pferdeauktion entdeckt Debi ein Pferd, das bereits für den Schlachter vorgesehen ist und beschließt es zu kaufen. Debi bittet ihre Eltern um Unterstützung, ihr Vater lehnt dies jedoch ab, da er möchte, dass sie lieber ein College besuchen soll. Durch ein Entgegenkommen des Verkäufers kann Debi das Pferd schließlich doch kaufen und beginnt mit dem Training. Gleichzeitig übernimmt sie einen Job als Reiterin auf dem Gestüt von Bonnie Brae, um die Kosten für ihre Reitstunden tragen zu können.
Jonathan kann Bonnie davon überzeugen, Debi als Springreiterin zu sponsern und sie kann zahlreiche Wettbewerbe gewinnen. Nach einigen Turnieren ist ihr Pferd Evangelist jedoch erschöpft und Debi bekommt den Rat, sich ein zweites Pferd zu kaufen, um so die Pferde bei den Wettbewerben zu wechseln. Mit Unterstützung weiterer Sponsoren, dem Millionär Kenneth Roubidoux und seiner Frau Lauren, kann sie sich ein weiteres Pferd, Hauch von Klasse, kaufen und sie gewinnt weitere Turniere.
Ihre Sponsoren glauben, dass die Pferde auch bei den Olympischen Spielen erfolgreich sein könnten, jedoch nur mit einem männlichen Reiter. Gleichzeitig macht der Sponsor Mr. Valentine Debi das Angebot in sein Team zu wechseln, was sie annimmt. Während einer Vorführung vor einer Schulklasse kommt es zu einem Reitunfall, bei dem Debi vom Pferd stürzt und ins Koma fällt. Nach zehn Tagen erwacht sie aus dem Koma, doch sie muss viele Monate Reha durchlaufen, ehe sie wieder mit dem Training beginnen kann. Bei einer ärztlichen Untersuchung stellt sich schließlich heraus, dass sie an Epilepsie leidet und die Ärzte raten ihr gänzlich vom Springreiten ab.
Debi entschließt sich dennoch an einem wichtigen Springturnier teilzunehmen, bei dem sie unter anderem gegen ihre Erzfeindin, die reiche Elysse Dumar, antritt und gewinnt. Bei diesem Turnier ist auch ihr Vater anwesend, der nun den Weg seiner Tochter akzeptiert. 
Zum Ende des Films gibt es einen Zeitsprung von 25 Jahren. Debis Pferd Evangelist ist schwer krank und muss eingeschläfert werden. Sie verabschiedet sich von ihm und begleitet es auf seinen letzten Weg.